# Ras Gabboudia
Ras Gabboudia (àrab: رَأْسُ قَبُّودِيَّةَ, Raʾs Qabbudiyya, o رَأْسُ قَبُوذِيَةَ, Raʾs Qabbuḏiyya) és un cap de la costa oriental de Tunísia i el punt més oriental d'aquesta costa, situat al sud de la governació de Mahdia. Al cap hi ha un far. A la vora se situa la ciutat de Chebba, port protegit al nord per aquest cap. Tota la zona és turística.